# Abrachmia
Abrachmia é um gênero de traça pertencente à família Agonoxenidae.